# Збірна Ізраїлю з хокею із шайбою
Збірна Ізраїлю з хокею із шайбою (івр. נבחרת ישראל בהוקי קרח) — національна чоловіча збірна команда Ізраїлю, яка представляє країну на міжнародних змаганнях з хокею. Опікується збірною Федерація хокею Ізраїлю.

## Історія
Найкращим досягненням збірної було шосте місце на чемпіонаті світу у першому Дивізіоні 2006 року у Групі А. 

## Виступи на чемпіонаті світу
- 1992 — 4-е місце (група С/В)
- 1993 — 6-е місце (група С/А)
- 1994 — 7-е місце (група С2)
- 1995 — 6-е місце (група С2)
- 1996 — 7-е місце (група D)
- 1997 — 5-е місце (група D)
- 1998 — 3-є місце (група D)
- 1999 — 2-е місце (група D)
- 2000 — 1-е місце (група D)
- 2001 — 2-е місце (Дивізіон ІІ, група В)
- 2002 — 2-е місце (Дивізіон ІІ, група А)
- 2003 — 5-е місце (Дивізіон ІІ, група В)
- 2004 — 5-е місце (Дивізіон ІІ, група А)
- 2005 — 1-е місце (Дивізіон ІІ, група В)
- 2006 — 6-е місце (Дивізіон І, група А)
- 2007 — 3-є місце Дивізіон II, Група В
- 2008 — 4-е місце Дивізіон II, Група А
- 2009 — 5-е місце Дивізіон II, Група А
- 2010 — 6-е місце Дивізіон II, Група В
- 2011 — 1-е місце Дивізіон III
- 2012 — 5-е місце Дивізіон II, Група В
- 2013 — 1-е місце Дивізіон II, Група В
- 2014 — 6-е місце Дивізіон II, Група А
- 2015 — 5-е місце Дивізіон IIB
- 2016 — 3-є місце Дивізіон IIB
- 2017 — 3-є місце Дивізіон IIB
- 2018 — 3-є місце Дивізіон IIB
- 2019 — 1-е місце Дивізіон IIB
- 2022 — 5-е місце Дивізіон IIA
- 2023 — 5-е місце Дивізіон IIA
- 2024 — 4-е місце Дивізіон IIA
- 2025 — 6-е місце Дивізіон IIA